# Coli Saco
Coli Saco (Créteil, 15 maggio 2002) è un calciatore maliano con cittadinanza francese, centrocampista del Napoli.

## Caratteristiche tecniche
È un centrocampista di piede mancino, forte fisicamente e abile nei duelli aerei. Nonostante non sia particolarmente rapido, ha dimostrato buone abilità sia nelle letture difensive, sia negli inserimenti in area avversaria; inoltre, è dotato anche di una buona visione di gioco.
Per le sue caratteristiche, è stato paragonato ad André-Frank Anguissa; tuttavia, ha dichiarato di ispirarsi a Paul Pogba e Yaya Touré.

## Carriera

### Club
Nato a Créteil, in Francia, Saco è cresciuto nei settori giovanili di Le Havre e Sochaux, per poi passare al Milan nell'ottobre del 2020. Dopo essere stato svincolato dal club rossonero nel giugno del 2021, nel settembre seguente il centrocampista viene ingaggiato dal Napoli, giocando poi con la formazione Primavera dei partenopei lungo la stagione 2021-2022. Durante la stessa annata inizia anche ad allenarsi con la prima squadra, guidata da Luciano Spalletti; nel gennaio del 2022, riceve inizialmente la sua prima convocazione in vista dell'incontro di Serie A con la Juventus, a cui deve però rinunciare, essendo risultato positivo alla COVID-19.
Il 15 luglio 2022 viene ceduto in prestito secco alla Pro Vercelli, in Serie C. Debutta con il club e fra i professionisti il 3 settembre seguente, giocando da titolare l'incontro di campionato vinto per 1-0 con il Padova. Il 5 novembre, invece, segna il suo primo gol fra i professionisti nell'incontro di campionato perso per 3-1 con l'AlbinoLeffe.
Il 1º settembre 2023 viene nuovamente ceduto in prestito, questa volta all'Ancona, sempre in Serie C. Lungo la stagione 2023-2024 colleziona sette reti e due assist in 32 presenze per il club marchigiano.
Rientrato al Napoli, il 30 agosto 2024 passa in prestito al Bari, in Serie B.

### Nazionale
Saco ha potuto scegliere di rappresentare la Francia o il Mali, paese d'origine della madre, a livello internazionale.
Nel 2019, ha rifiutato una convocazione dalla nazionale Under-17 maliana.
Nel giugno del 2023, è stato convocato dalla nazionale Under-23 maliana, venendo incluso dal selezionatore Alou Badra Diallo nella rosa partecipante alla Coppa d'Africa di categoria in Marocco, in cui le Aquile hanno concluso al terzo posto, qualificandosi per i Giochi Olimpici del 2024.
Nel luglio del 2024, è stato convocato dalla nazionale olimpica maliana per partecipare al torneo maschile di calcio delle Olimpiadi di Parigi, in cui il Mali è stato infine eliminato al primo turno.

## Statistiche

### Presenze e reti nei club
Statistiche aggiornate al 1º luglio 2025.
| Stagione        | Squadra         | Campionato      | Campionato | Campionato | Coppe nazionali | Coppe nazionali | Coppe nazionali | Coppe continentali | Coppe continentali | Coppe continentali | Altre coppe | Altre coppe | Altre coppe | Totale | Totale | Totale |
| Stagione        | Squadra         | Comp            | Pres       | Reti       | Comp            | Pres            | Reti            | Comp               | Pres               | Reti               | Comp        | Pres        | Reti        | Pres   | Reti   |        |
| --------------- | --------------- | --------------- | ---------- | ---------- | --------------- | --------------- | --------------- | ------------------ | ------------------ | ------------------ | ----------- | ----------- | ----------- | ------ | ------ | ------ |
| 2022-2023       | Pro Vercelli    | C               | 34         | 3          | CI+CI-C         | 0               | 0               |                    | -                  | -                  |             | -           | -           | 34     | 3      |        |
| 2023-2024       | Ancona          | C               | 31         | 7          | CI+CI-C         | 0+1             | 0               |                    | -                  | -                  |             | -           | -           | 32     | 7      |        |
| 2024-2025       | Bari            | B               | 11         | 0          | CI              | -               | -               |                    | -                  | -                  |             | -           | -           | 11     | 0      |        |
| 2025-2026       | Napoli          | A               | -          | -          | CI              | -               | -               | UCL                | -                  | -                  | SI          | -           | -           | -      | -      |        |
| Totale carriera | Totale carriera | Totale carriera | 76         | 10         |                 | 1               | 0               |                    | -                  | -                  |             | -           | -           | 77     | 10     |        |

### Cronologia presenze e reti in nazionale
| Cronologia completa delle presenze e delle reti in nazionale ― Mali olimpica | Cronologia completa delle presenze e delle reti in nazionale ― Mali olimpica | Cronologia completa delle presenze e delle reti in nazionale ― Mali olimpica | Cronologia completa delle presenze e delle reti in nazionale ― Mali olimpica | Cronologia completa delle presenze e delle reti in nazionale ― Mali olimpica | Cronologia completa delle presenze e delle reti in nazionale ― Mali olimpica | Cronologia completa delle presenze e delle reti in nazionale ― Mali olimpica | Cronologia completa delle presenze e delle reti in nazionale ― Mali olimpica |
| Data                                                                         | Città                                                                        | In casa                                                                      | Risultato                                                                    | Ospiti                                                                       | Competizione                                                                 | Reti                                                                         | Note                                                                         |
| ---------------------------------------------------------------------------- | ---------------------------------------------------------------------------- | ---------------------------------------------------------------------------- | ---------------------------------------------------------------------------- | ---------------------------------------------------------------------------- | ---------------------------------------------------------------------------- | ---------------------------------------------------------------------------- | ---------------------------------------------------------------------------- |
| 24-7-2024                                                                    | Parigi                                                                       | Mali olimpica                                                                | 1 – 1                                                                        | Israele olimpica                                                             | Olimpiadi 2024 - 1º turno                                                    | -                                                                            | 74’                                                                          |
| 30-7-2024                                                                    | Parigi                                                                       | Paraguay olimpica                                                            | 1 – 0                                                                        | Israele olimpica                                                             | Olimpiadi 2024 - 1º turno                                                    | -                                                                            |                                                                              |
| Totale                                                                       |                                                                              | Presenze                                                                     | 2                                                                            |                                                                              | Reti                                                                         | 0                                                                            |                                                                              |